# Saison 1971-1972 du Paris Saint-Germain
Maillots
Chronologie
Saison précédente Saison suivante
La saison 1971-1972 du Paris Saint-Germain est la deuxième saison du club de la capitale. Le club dispute alors la Division 1.

## Compétitions

### Championnat
La saison 1971-1972 de Division 1 est la trente-quatrième édition du championnat de France de football. La division oppose vingt clubs en une série de trente-huit rencontres. Les meilleurs de ce championnat se qualifient pour les coupes d'Europe que sont la Coupe des clubs champions européens (le vainqueur), la Coupe UEFA (les trois suivants) et la Coupe des vainqueurs de coupe (le vainqueur de la Coupe de France). Le Paris Saint-Germain participe à cette compétition pour la première fois de son histoire.

#### Journées 1 à 4
Le Paris Saint-Germain débute officiellement sa saison le 11 août 1971 par un déplacement au stade Jean-Bouin pour affronter l'Angers SCO. Les Angevins plient le match en première période par un but d'Yvan Roy sur la première action dangereuse du match, et un coup franc direct de Jean-Yves Lecoeur
Pour la deuxième journée de championnat, les Parisiens accueillent les Girondins de Bordeaux. Malgré un score nul et vierge, le match est intense. Fraîchement recrutés, Claude Arribas et Daniel Horlaville se montrent dangereux. Le gardien du PSG Guy Delhumeau se montre décisif. À la fin du match, l'entraîneur Pierre Phelipon déclare qu'« un score de 4-4 aurait mieux reflété l’esprit de cette rencontre ».
Le 25 août 1971, le Paris Saint-Germain se déplace au stade Marcel-Picot pour affronter l'AS Nancy-Lorraine. Sur une contre-attaque parisienne, un choc entre Michel Prost et José Lopez voit le Nancéien rester au sol. Hallet récupère le ballon et centre vers Bras qui marque de la tête le premier but parisien en première division. Quelques minutes plus tard, Prost double la mise à la limite du hors-jeu. En seconde période, l'attaquant Yougoslave Vojin Lazarević réduit le score et redonne espoir à des supporters furieux du déroulement de la première mi-temps, mais Bras marque son deuxième but sur un coup de pied arrêté. Patrice Vicq réduit le score et relance le match. Un but égalisateur de Lazarević en fin de match est refusé pour une position de hors-jeu. La fin de match est tendue : Lazarević agresse Prost, une partie du public envahit la pelouse forçant les joueurs à être évacués rapidement. Furieux, Henri Patrelle, le président du PSG, déclare : « C’est navrant ! 1 500 excités sur 13 000 spectateurs ont provoqué des incidents qui dépassent tout ce que j’avais pu voir jusqu'à présent. ».
Pour la quatrième journée, le PSG affronte le Lille OSC, déjà rencontré lors des barrages la saison passée. Sur un centre de Prost, Jean-Claude Bras amortit de la poitrine puis reprend d'un ciseau retourné. Sur un coup franc aux 25 mètres, Prost trouve Gérard Hallet qui d'une frappe puissante trouve la lucarne, alors qu'il touche la barre transversale plus tôt dans la partie. En seconde période, sur un corner tiré par Hallet le ballon est prolongé de la tête par Djorkaeff, Bras reprend de la tête et inscrit son doublé. Blessé d'une élongation à la cuisse, Claude Arribas est remplacé par Bernard Béreau. Le remplaçant, d'une frappe aux vingt-cinq mètres, marque le quatrième but parisien. Malgré un but d'Alain Copé à la suite d'une erreur de Bras, le Paris Saint-Germain s'impose 4-1 et trouve la sixième place au classement.

#### Classement et statistiques
Le Paris Saint-Germain termine le championnat à la seizième place avec 10 victoires, 10 matchs nuls et 18 défaites. Une victoire rapportant deux points et un match nul un point, le PSG totalise 30 points, se retrouvant alors à quatre points de la zone de relégation. Les Parisiens possèdent la douzième attaque du championnat, la seizième défense et la quinzième différence de buts. Le Paris SG est l'avant-dernière équipe à domicile du championnat (18 points) mais la onzième à l'extérieur (12 points).
En finissant à la première place, l'Olympique de Marseille se qualifie pour la Coupe des clubs champions 1972-1973. Le Nîmes Olympique, le FC Sochaux-Montbéliard et l'Angers SCO se qualifient pour la Coupe UEFA 1972-1973. Le SEC Bastia, vainqueur de la coupe de France, obtient sa qualification pour la Coupe des coupes 1972-1973. Les trois clubs relégués en Division 2 1972-1973 sont le Lille OSC, l'AS Monaco et l'AS Angoulême.
Extrait du classement de Division 1 1971-1972
| Rang                               | Équipe         | Pts | J  | G  | N  | P  | Bp | Bc | Diff |
| ---------------------------------- | -------------- | --- | -- | -- | -- | -- | -- | -- | ---- |
| 15                                 | Stade de Reims | 31  | 38 | 9  | 13 | 16 | 46 | 69 | -23  |
| 16                                 | Paris SG       | 30  | 38 | 10 | 10 | 18 | 51 | 67 | -16  |
| 17                                 | Red Star       | 30  | 38 | 10 | 10 | 18 | 34 | 64 | -30  |
| 18                                 | Lille OSC      | 26  | 38 | 8  | 10 | 20 | 43 | 68 | -25  |
| 19                                 | AS Monaco      | 26  | 38 | 8  | 10 | 20 | 41 | 68 | -27  |
| 20                                 | AS Angoulême   | 23  | 38 | 8  | 7  | 23 | 39 | 85 | -46  |
| Relégation en Division 2 1972-1973 |                |     |    |    |    |    |    |    |      |

### Coupe de France
La coupe de France 1971-1972 est la 55e édition de la coupe de France, une compétition à élimination directe mettant aux prises tous les clubs de football amateurs et professionnels à travers la France métropolitaine et les DOM-TOM. Elle est organisée par la FFF et ses ligues régionales.
C'est l'Olympique de Marseille qui remportera cette édition de la coupe de France en battant sur le score de deux buts à un le SEC Bastia.

### Matchs officiels de la saison
Le tableau ci-dessous retrace dans l'ordre chronologique les 39 rencontres officielles jouées par le Paris Saint-Germain durant la saison. Le club parisien a participé aux 38 journées du championnat ainsi qu'à un tour de Coupe de France. Les buteurs sont accompagnés d'une indication entre parenthèses sur la minute de jeu où est marqué le but et, pour certaines réalisations, sur sa nature (penalty ou contre son camp).
Le bilan général de la saison est de 10 victoires, 10 matchs nuls et 19 défaites.

## Joueurs et encadrement technique

### Statistiques collectives
| Compétition     | Débute au tour | Termine        | Matches joués | Gagnés | Nuls | Perdus | Buts pour | Buts contre | Différence |
| --------------- | -------------- | -------------- | ------------- | ------ | ---- | ------ | --------- | ----------- | ---------- |
| Ligue 1         | -              | 16e            | 38            | 10     | 10   | 18     | 51        | 67          | -16        |
| Coupe de France | 1/64 de finale | 1/32 de finale | 1             | 0      | 0    | 1      | 0         | 1           | -1         |
| Total           | -              | -              | 39            | 10     | 10   | 19     | 51        | 68          | -17        |